# FC Sibir-2 Novosibirsk
El FC Sibir-2 Novosibirsk (del ruso: ФК «Сибирь‑2» Новосибирск) es un club de fútbol ruso de la ciudad de Novosibirsk, fundado en 2003 como el equipo filial del FC Sibir Novosibirsk. El club disputa sus partidos como local en el estadio Spartak y juega en la segunda división, el tercer nivel en el sistema de ligas ruso. Desde 2003 hasta 2005 se conocía al equipo como FC Chkalovets-1936-2 Novosibirsk.

## Jugadores
Actualizado al 5 de septiembre de 2012, según RFS (enlace roto disponible en Internet Archive; véase el historial, la primera versión y la última)..